# Gerhard Ulsamer
Gerhard Ulsamer (* 24. Juli 1935 in Freiburg im Breisgau; † 30. Mai 1999) war bis zu seinem Tode Richter am deutschen Bundesgerichtshof.

## Leben
Nach Beendigung seiner juristischen Ausbildung und Promotion trat Ulsamer 1962 in den Justizdienst des Landes Baden-Württemberg ein, wo er in verschiedenen Funktionen bei dem Landgericht Freiburg und der Staatsanwaltschaft Freiburg verwendet wurde. 1966 wurde Ulsamer als wissenschaftlicher Mitarbeiter an das Bundesverfassungsgericht abgeordnet.
1978 wurde Ulsamer zum Richter am Bundesgerichtshof gewählt, wo er zunächst im 5. Strafsenat und sodann bis zu seinem Tod im 1. Strafsenat tätig war.
Er war Mitglied der katholischen Studentenverbindungen KStV Germania-Hohentwiel Freiburg, KStV Askania-Burgundia Berlin und KStV Arminia Bonn im KV.